# Philharmostes disparilis
Philharmostes disparilis är en skalbaggsart som beskrevs av Hesse 1948. Philharmostes disparilis ingår i släktet Philharmostes och familjen Hybosoridae. Inga underarter finns listade i Catalogue of Life.